# Бен Мур (астрофізик)
Бен Мур (англ. Ben Moore, нар. 28 травня 1966 у Фолстоуні, Нортумберленд, Англія) — англійський професор астрофізики та директор Центру теоретичної астрофізики та космології Цюрихського університету, найбільш відомий чисельними моделюваннями еволюції галактик та утворення планет. Також його наукові інтереси включають космологію, гравітацію, астрофізику елементарних частинок і формування планет. Крім того, він відомий як письменник і музикант. У складі музичного гурту MILK67 виступає під сценічним ім'ям Professor Moore.

## Дослідження
Бен Мур здобув ступінь доктора філософії в Даремському університеті в 1991 році. Потім кілька років працював науковим співробітником в Університеті Каліфорнії в Берклі та в Університеті Вашингтону в Сіетлі. У 2002 році його призначили в Цюрихському університеті на ту ж кафедру, яку Альберт Ейнштейн обіймав з 1909 по 1911 рік.
У 1995 році Бен Мур і Джозеф Сілк для пояснення природи темної матерії висунули ідею RAMBO (англ. Robust associations of massive baryonic objects) — тьмяних зоряних скупчень, складених з коричневих або білих карликів. Мур і його співробітники виявили проблему каспів і проблему карликових галактик, які повсякчас виникають у моделі холодної темної матерії. Мур також сформулював новий механізм утворення карликових галактик у скупченнях галактик, який він назвав переслідуванням галактик. Використовуючи чисельне моделювання на спеціально створених суперкомп'ютерах, він виявив, що такі планетарні системи, як Земля та Місяць, є достатньо поширеними. Мур і його колеги Себастьян Елзер і Йоахім Штадель передбачили, що першими структурами, які утворилися у Всесвіті, були гало темної матерії розміром із Землю, які зруйнувалися через 20 мільйонів років після Великого вибуху.

## Роботи

### Наукові публікації (вибірка)
Бен Мур написав понад 300 наукових статей про формування планет і галактик, а також про темну матерію та темну енергію. У своїх дослідженнях він моделює астрономічні об'єкти за допомогою спеціально створених суперкомп'ютерів.
- S. Elser, M. R. Meyer, B. Moore: On the origin of elemental abundances in the terrestrial planets in: Icarus, Band 221, Ausgabe 2, November–Dezember 2012, S. 859—874, abgerufen am 24. November 2024.
- Alister W. Graham, Lee R. Spitler, Duncan A. Forbes, Thorsten Lisker, Ben Moore, and Joachim Janz: Leda 074886: A Remarkable Rectangular-Looking Galaxy in: The Astrophysical Journal, Band 750, Ausgabe 2, 24. April 2012, abgerufen am 24. November 2024.
- S. Elser, B. Moore, J. Stadel, R. Morishima: How common are Earth–Moon planetary systems? in: Icarus, Band 214, Ausgabe 2, August 2011, Pages 357—365, abgerufen am 24. November 2024.
- Oscar Agertz, Romain Teyssier, Ben Moore: The formation of disc galaxies in a ΛCDM universe in: Monthly Notices of the Royal Astronomical Society, Band 410, 30. Dezember 2010, abgerufen am 24. November 2024.
- Ryuji Morishima, Joachim Stadel, Ben Moore: From planetesimals to terrestrial planets: N-body simulations including the effects of nebular gas and giant planets in: Icarus, Band 207, Ausgabe 2, Juni 2010, S. 517—535, abgerufen am 24. November 2024.
- J. Diemand, M. Kuhlen, P. Madau, M. Zemp, B. Moore, D. Potter, J. Stadel: Clumps and streams in the local dark matter distribution in: Nature, Band 454, Ausgabe 7205, 7. August 2008, S. 735—738, abgerufen am 24. November 2024.
- Ben Moore, Juerg Diemand, Piero Madau, Marcel Zemp, Joachim Stadel: Globular clusters, satellite galaxies and stellar haloes from early dark matter peaks in: Monthly Notices of the Royal Astronomical Society, Band 368, Ausgabe 2, S. 563—570, abgerufen am 24. November 2024.
- Ben Moore, Sebastiano Ghigna, Fabio Governato, George Lake, Thomas Quinn, Joachim Stadel, Paolo Tozzi: Dark Matter Substructure within Galactic Halos in: The Astrophysical Journal, Band 524, S. L19–L22, 13. September 1999, abgerufen am 24. November 2024.
- Ben Moore, Neil Katz, George Lake, Alan Dressler, Augustus Oemler: Galaxy harassment and the evolution of clusters of galaxies in: Nature, Band 379, Ausgabe 6566, S. 613—616, 15. Februar 1996, abgerufen am 24. November 2024.
- J. Diemand, B. Moore, J. Stadel: Earth-mass dark-matter haloes as the first structures in the early Universe in: Nature, Band 433, Ausgabe 7024, S. 389—391, 27. Januar 2005, abgerufen am 24. November 2005.

### Науково-популярні книги
- Elefanten im All, aus dem Englischen von Friedrich Griese und Monika Niehaus, Kein & Aber Verlag, Zürich 2012, ISBN 978-3-0369-9209-9
- Elephants in Space — The Past, the Present and Future of Life and the Universe, Springer, Berlin 2014. ISBN 978-3-319-05671-5 (Reihe: Astronomers' Universe)
- Da draußen — Leben auf unserem Planeten und anderswo, aus dem Englischen von Katharina Blansjaar, Kein & Aber Verlag, Zürich 2014, ISBN 978-3-0369-9286-0 (niederländische Übersetzung: Hallo daar! De zoektocht naar leven elders in het universum, Nieuw Amsterdam, Amsterdam, 2015, ISBN 978-90-468-1912-8)
- Mond: eine Biografie, aus dem Englischen von Katharina Blansjaar, Kein & Aber Verlag, Zürich 2019, ISBN 978-3-0369-5799-9[10][11]
- Moon: Past, Present & Future, Kindle Edition, 2019
- Sternenstaub. Die Geschichte des Universums in 42 nie verliehenen Nobelpreisen (engl. Unrewarded: the discovery of our universe in 42 Nobel Prizes that were never awarded) aus dem Englischen von Katharina Blansjaar, Kein & Aber Verlag, Zürich 2022, ISBN 978-3-0369-5887-3[12]
- (разом з Katharina Blansjaar) Gibt es auf der dunklen Seite vom Mond Aliens?, Kein und Aber Verlag, Zürich 2017, ISBN 978-3-0369-5762-3

### Науково-популярні статті
- Бен Мур відомий широкій аудиторії як колумніст журналу Tages-Anzeigers[de][13][14][15].
- Apokalypse Now? Astronomischer Prüfbericht zum Ende der Welt, Frankfurter Allgemeine Zeitung
- (разом з Katharina Blansjaar) Wird das Weltall unsere Couch? Aufzeichnungen aus einer Zukunft, die schon begonnen hat, Du[de]
- Das Universum nach Ben Moore, UZH Magazin
- Jetzt mal ernsthaft — das erste streng wissenschaftliche Horoskop, NZZ am Sonntag[de]
- Random questions I have answered via email or on my old blog over the past five years (2009—2013)

### Музика
Мур створює електророк-музику під сценічним псевдонімом Професор Мур. Грає на гітарі в електро-рок групі Milk67. Для вуличного параду в Цюриху в 2010 році він і його учні створили лавмобіль «Великий Вибух». У 2014 році він випустив сольний альбом під назвою «Escape Velocity», натхненний космосом. Інші його альбоми включали «Cruising the Milky Way» та «2DayIsTheDay».

### Виставки
- The History of the Universe in 24 hours with Ben Moore для виставки «Kosmos: Rätsel der Menschheit» (Космос: Таємниці людства), 12 грудня 2014 — 31 травня 2015 в Музей Рітберг[de]

### Науково-популярні презентації
- Science Late Show (Cosmic Conversation with Ben Moore), де він він представляв останні результати досліджень у цюріхському клубі KOSMOS з 2017 по 2020 рік.
- TEDx Talks Zurich, A Conversation with Democritus, відео YouTube